# Вімблдонський турнір 2006
Вімблдонський турнір 2006 — тенісний турнір, що проходив на трав'яних тенісних кортах Всеанглійського клубу лаун-тенісу і крокету з 26 червня по 9 липня. Це був третій турнір Великого шолома 2006 року.

## Фіналісти та переможці
Чоловіки, одиночний розряд
 Роджер Федерер переміг  Рафаеля Надаля, 6-0 7-6(5) 6-7(2) 6-3
Жінки, одиночний розряд
 Амелі Моресмо перемогла  Жустін Енен-Арденн, 2-6 6-3 6-4
Чоловіки, парний розряд
 Боб Браян /  Майк Браян перемогли  Фабріса Санторо /  Ненада Зімоньїча, 6-3 4-6 6-4 6-2
Жінки, парний розряд
 Янь Цзи /  Чжен Цзє перемогли  Вірджинію Руано Паскуаль /  Паолу Суарес, 6-3 3-6 6-2
Мікст
 Анді Рам /  Віра Звонарьова перемогли  Вінус Вільямс /  Боба Браяна, 6-3 6-2